# El Tecorral
El Tecorral är en ort i Mexiko.   Den ligger i kommunen Tecoanapa och delstaten Guerrero, i den södra delen av landet, 280 km söder om huvudstaden Mexico City. El Tecorral ligger 352 meter över havet och antalet invånare är 651.
Terrängen runt El Tecorral är huvudsakligen kuperad, men österut är den platt. Runt El Tecorral är det ganska glesbefolkat, med 34 invånare per kvadratkilometer. Närmaste större samhälle är San Marcos, 17,2 km sydväst om El Tecorral. Omgivningarna runt El Tecorral är en mosaik av jordbruksmark och naturlig växtlighet.